# Édson Ezequiel
Édson Ezequiel de Matos (Recife, 13 de julho de 1945), mais conhecido apenas como Édson Ezequiel, é um político brasileiro. É casado com a também política Graça Matos. 

## Biografia
Foi deputado estadual (1987-1989) e prefeito de São Gonçalo (1989-1992 e 1997-2000). Em 2006 foi eleito para o terceiro mandato de deputado federal pelo Partido do Movimento Democrático Brasileiro (PMDB), sendo reeleito em 2010. Em 2014, não concorreu à reeleição, dizendo que não disputaria mais cargos eletivos.